# Bulbophyllum nabawanense
Bulbophyllum nabawanense är en orkidéart som beskrevs av Jeffrey James Wood och Anthony L. Lamb. Bulbophyllum nabawanense ingår i släktet Bulbophyllum och familjen orkidéer. Inga underarter finns listade i Catalogue of Life.